# Christian Karl Meissner
Christian Karl Meissner (* 26. Mai 1801 in Uetersen; † unbekannt) war ein deutscher Autor und Übersetzer.

## Leben
Meissner besuchte die Domschule in Schleswig und studierte ein Jahr in Berlin und später zwei Jahre an der Christian-Albrechts-Universität in Kiel Theologie. Im September 1828 machte er in Glückstadt sein Examen.
Seine erste Übersetzung war ein griechisches Lesebuch, das er ins Deutsche übersetzte. Es folgten Übersetzungen von George Gordon Byron The Giaour; The Bride of Abydos (1813) und Mazeppa, Don Juan, Cantos 1–2 (1819), die zu den ausländischen Klassikern gehörten. Weitere Übersetzungen waren Lord Byrons Stars, Der Vampyr von John Polidori und Yoricks empfindsame Reise durch Frankreich und Italien von Laurence Sterne (1825). Von 1821 bis 1828 übersetzte Meissner die 31 Bände umfassende Sammlung Lord Byron's Poesien.